# Edles Warmblut
Das Edle Warmblut, aufgrund seines Zuchtgebietes auch Edles Warmblut der DDR genannt, war eine deutsche Pferderasse. Sie vereinte die Reitpferdezuchten der Deutschen Demokratischen Republik (DDR) von 1971 bis 1990.
Hintergrundinformationen zur Pferdebewertung und -zucht finden sich unter: Exterieur, Interieur und Pferdezucht.

## Exterieur
Das Zuchtziel des Edlen Warmbluts strebte ein Pferd an, das einen edlen, trockenen ausdrucksvollen Kopf haben soll. Dieser soll leicht am gut getragenen Hals angesetzt sein. Der Unterhals sollte schwach bemuskelt sein, der Widerrist lang und ausgeprägt, der Rücken sollte fest sein, dabei aber gut schwingen; die Kruppe sollte eine gute Bemuskelung haben. Ziel war ein trockenes Fundament mit klaren Gelenken und guter Einscheinung sowie elastische, gut geformte Hufe.

## Interieur
Angestrebt wurde ein Pferd, das eine harte Konstitution hat und über eine schnelle Regenerationsfähigkeit verfügt. Es sollte gutartige Charaktereigenschaften haben, dabei ein lebhaftes Temperament bei nervlicher Ausgeglichenheit. Für die Nutzung im Sport wurde eine Eignung für alle Arten des Reit- und Fahrsports sowie der Touristik angestrebt. Hierzu sollte das Edle Warmblut über taktmäßige raumgreifende Bewegungen verfügen; Ziel waren flache Tritte im Schritt und Trab und ein schwingender ausbalancierter Galopp.

## Zuchtgeschichte

### Nach dem Zweiten Weltkrieg

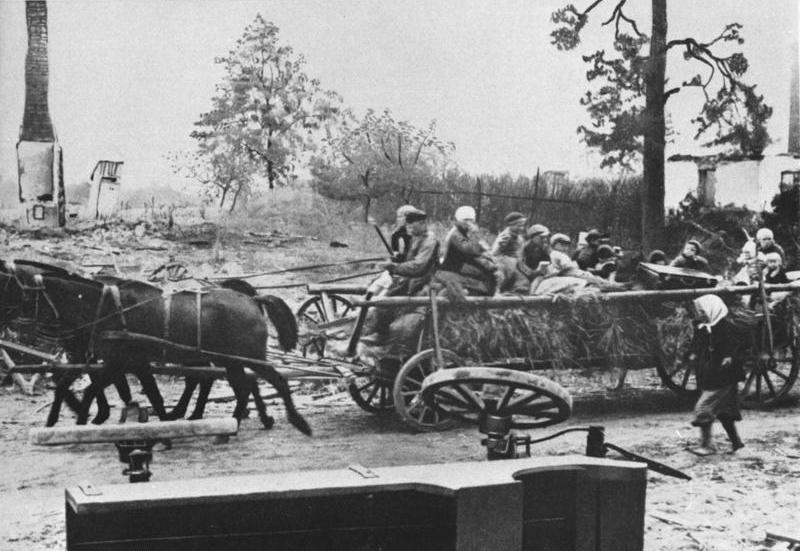
Flüchtlinge, unter anderem aus Ostpreußen, brachten, soweit möglich, ihre Pferde mit in die neue Heimat

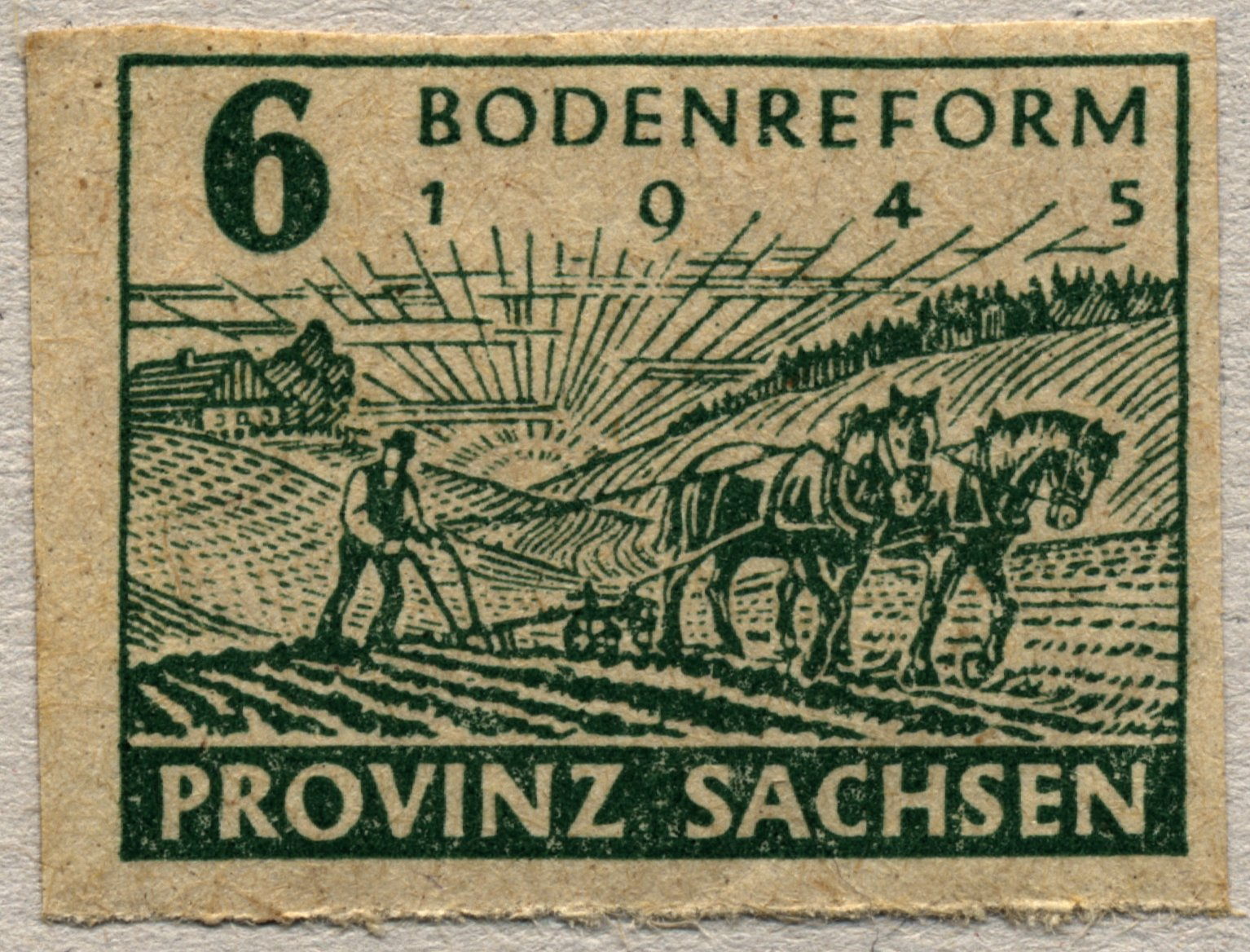
Bodenreform 1945: Pferde in der Landwirtschaft der DDR

Im Zweiten Weltkrieg musste die Pferdezucht im Gebiet der späteren DDR schwere Einschnitte verzeichnen. Zudem gingen als Reparationsleistung viele Pferde in die Sowjetunion. Im Gegenzug erhöhte sich der Bestand aber auch durch die Pferde, die die Flüchtlinge aus den deutschen Ostgebieten mitbrachten.
Durch die Bodenreform, die ab 1945 in der Sowjetischen Besatzungszone stattfand, gab es nun viele Kleinbauern. Diese benötigten für ihre Arbeit dringend Pferde für die Arbeit auf dem Feld. Daher wurde der Bestand an Warm- und Kaltbluthengsten in den Landgestüten, die nun den Namen Hengstdepot trugen, zielstrebig ausgebaut. Die Zucht war zu dieser Zeit auf das heranziehen von Pferden für die nach der Bodenreform entstandenen Betriebe fixiert.
In den 1960er Jahren kam es in DDR zu einem Wandel in der Landwirtschaft, der massive Auswirkungen auf die Pferdezucht hatte: Nach Abschluss der Schaffung von Landwirtschaftlichen Produktionsgenossenschaften mit großflächigen Feldern und zunehmender Technisierung wurde das Pferd in der Landwirtschaft überflüssig. Die Pferdebestände sanken deutlich. In Folge wurde die Aufzucht der Fohlen nicht mit staatlichen Futtermittelzuwendungen gestützt, Kraftfutter musste von den Kapazitäten anderer Viehbestände abgezweigt werden.
Unter der Trägerschaft der Gesellschaft für Sport und Technik stieg jedoch die Nutzung der Pferde im Sport durch die Landjugend. Infolgedessen wurde 1961 der Deutsche Pferdesport-Verband unterhalb des Deutschen Turn- und Sportbundes gegründet. Für den Export von Pferden zum Erwerb ausländischer Devisen wurden ab den 1960er Jahren verstärkt Vollblutpferde eingekreuzt.

### Eine neue Pferderasse
In Folge dieser Entwicklungen wurde die Zentralstelle für Pferdezucht beim Landwirtschaftsministerium der DDR als Leitungsorgan der Pferdezucht gebildet. Diese organisierte die Umorganisation der Pferdezucht in den 1970er Jahren. Zum 1. Januar 1971 trat ein neues Zuchtziel für die Pferdezucht in der DDR in Kraft. Ziel war eine weitere Vereinheitlichung der Warmblutpopulation der DDR, die zu einer qualitativ höheren Sportpferdeeignung führen sollte. Zeitgleich wurde das neue Brandzeichen eingeführt, mit diesem wurde die einheitliche Pferderasse Edles Warmblut begründet.
Aus den bestehenden Pferderassen wurden die Pferde mit Eignung im Reit- und Fahrsport in die Zucht übernommen. Die Hengsthaltung wurde endgültig staatlich monopolisiert, erste Landwirtschaftsbetriebe mit dem Produktionszweig Pferdezucht erhielten die Auszeichnung „Betrieb mit staatlich anerkannter Pferdezucht“ (BaP).
Fast zeitgleich mit der Umstellung der Pferdezucht endete aber die Förderung des Pferdesports in der DDR: Während die Sowjetunion bis 1991 im Dressurreiten (zum Beispiel bei den Europameisterschaften im Dressurreiten) hoch erfolgreich war, wurde nach den Olympischen Sommerspielen 1972 die Reitsportförderung in der DDR eingestellt. Die Dressurmannschaft um Horst Köhler, Wolfgang Müller und Gerhard Brockmüller war die letzte Mannschaft der DDR bei internationalen Championaten.
Im Jahr 1971 wurde am Hengstdepot Neustadt/Dosse ein Zentraler Exportstall eingerichtet. Dieser war für die Vermarktung von Sportpferden ins westliche Ausland zuständig, es wurden rund 400 Pferde pro Jahr exportiert.

### Pferdezucht in den Neuen Bundesländern
Nach 1990 besann man sich mit der Neugründung der Bundesländer auch wieder der alten, regionalen Pferderassen. In der Warmblutzucht wurden nun das Mecklenburger Warmblut, das Brandenburger Warmblut, das Sachsen-Anhaltiner Warmblut, das Sächsische Reitpferd und das Thüringer Warmblut gezüchtet. Die Pferde des Edlen Warmbluts gingen in diesen Zuchten auf.
Das Zuchtbuch des Mecklenburger Warmbluts zum Beispiel definiert hierzu:

„Der Rasse ‚Mecklenburger‘, gehören diejenigen Zuchtpferde der Rasse ‚Edles Warmblut‘ an, die am 31.12.1990 in dem Zuchtbuch ‚Edles Warmblut‘ geführt und am 01.01.1991 in das Zuchtbuch ‚Mecklenburger Warmblut‘ des Verbandes der Pferdezüchter Mecklenburg-Vorpommern e. V. übernommen wurden sowie deren Nachkommen. Weiterhin gelten diejenigen Zuchtpferde der Rasse ‚Edles Warmblut‘, die nach dem 01.01.1991 in das Zuchtbuch ‚Mecklenburger Warmblut‘ des Verbandes der Pferdezüchter Mecklenburg-Vorpommern e. V. eingetragen wurden, als ‚Mecklenburger‘, wenn sie auf dem Territorium der ehemaligen DDR gezogen wurden.“

Im Jahr 2003 gründeten die Pferdezuchtverbände der neuen Bundesländer außer Mecklenburg-Vorpommern mit dem Deutschen Sportpferd ein gemeinsames Ursprungszuchtbuch für ihre Reitpferdepopulation.

### Nachwirkungen des Edlen Warmbluts
Mit der deutschen Wiedervereinigung hatten Reiter und Pferde nun auch die Chance, im internationalen Turniersport zu starten. Bekannte Beispiele sind zum Beispiel Gallus (mit Christian Zehe Teilnehmer an den Vielseitigkeits-Europameisterschaften 1991, Pferd des Jahres 1991) und Missouri (im Sport zunächst erfolgreich mit Holger Wulschner, 1996 mit Kamal Bahamdan Teilnahme an den Olympischen Sommerspielen).
Prägend für die Zucht des Edlen Warmbluts der 1980er und der Nachfolgerassen ab den 1990er Jahren war der Hengst Kolibri. Dieser hat bis in die 2010er Jahre viele Nachkommen im Sport hinterlassen.